# Uperoleia daviesae
Uperoleia daviesae es una especie de anfibio anuro de la familia Myobatrachidae.

## Distribución geográfica
Esta especie es endémica del norte del Territorio del Norte, en Australia.

## Etimología
Esta especie lleva el nombre en honor a Margaret M. Davies. 

## Publicación original
- Young, Tyler et Kent, 2005 : Diminutive New Species of Uperoleia Grey (Anura: Myobatrachidae) from the Vicinity of Darwin, Northern Territory, Australia. Journal of Herpetology, vol. 39, n.º 4, p. 603-609[6]